# Волосово (Весьегонский район)
Волосово — деревня в Весьегонском муниципальном округе Тверской области.

## География
Деревня находится в северо-восточной части Тверской области на расстоянии приблизительно 20 км на юго-запад по прямой от районного центра города Весьегонск.

## История
Известна была с 1669 года. Дворов было 11 (1859 год), 13 (1889), 19 (1931), 16 (1963), 15 (1993), 9 (2008),. До 2019 года входила в состав Ивановского сельского поселения до упразднения последнего.

## Население
Численность населения: 54 человека (1859 год), 58 (1889), 43 (1931), 41 (1963),, 27 (русские 96 %) в 2002 году, 18 в 2010.